# 吉田豊 (競馬)
吉田 豊（よしだ ゆたか、1975年4月19日 - ）は、日本中央競馬会 (JRA) の騎手。弟・隼人も騎手。
なお、「吉」の字は本来3画目を長く書く（𠮷、所謂「つちよし」）のが正しい表記である。

## 経歴

### 生い立ち
茨城県出身。実家の近郊には後に自身も所属する関東人馬の拠点・美浦トレーニングセンターがあったが、その存在も含めて競馬のことはほとんど知らずに育った。中学生時代には器械体操を経験し、高校受験を控えて親から騎手という職業があることを聞かされ、小柄だったこともあり競馬学校騎手課程の受験を決意。また、競馬漫画『風のシルフィード』に影響されたともいう。全く乗馬経験がないながら合格。入学当初は乗馬未経験者へのカリキュラムを受けていたが、半年ほどで同期生の成績上位となり、やがてトップに立つようになる。とくに反応の鈍い馬を走らせることに長けた生徒であった。競馬学校卒業後は美浦トレーニングセンター・大久保洋吉厩舎に所属。大久保は早くから吉田に注目していたという。なお、同期生には幸英明、渡辺薫彦、小林久晃、植野貴也、高山太郎などがいる。

### 騎手時代
1994年3月にデビュー。大久保厩舎所属馬のほとんどを任されながら初年度は6勝に終わったが、2年目は28勝と成績を上げ、関東のホープとして注目される。また穴馬をしばしば上位に食い込ませて関係者からの信頼を厚くし、有力馬への騎乗も増やしていった。1996年12月、大久保厩舎のメジロドーベルで阪神3歳牝馬ステークスを制し、重賞初勝利をGI競走で果たす。翌1997年は同馬と牝馬三冠戦線の中心を担い、優駿牝馬（オークス）と秋華賞に優勝。83勝を挙げ、全国6位（関東4位）の位置につけた。このころ、関西にトップジョッキーの武豊がいたことに準え、「東のユタカ」とも称された。翌1998年にはメジロドーベルでエリザベス女王杯を制したほか、スプリンターズステークスではマイネルラヴに騎乗し、当年日本調教馬としてはじめてヨーロッパのG1競走を制したシーキングザパール、そして単勝オッズ1.1倍の1番人気に支持されていた当年の年度代表馬・タイキシャトルを退けて優勝している。
1999年8月、美浦トレーニングセンター内の独身寮で後藤浩輝から木刀で殴打されるなどの暴行を受ける。後藤は4カ月の騎乗停止処分となった。のち11月にはメジロドーベルでエリザベス女王杯を連覇。競走後には感泣した姿を見せ、インタビューではその理由について「今年はいろいろとあったから」と語った。メジロドーベルは牝馬最多（当時）のGI5勝の実績と共に引退。吉田は後に「デビュー間もない僕を乗せ続けてくれたのは、先生のおかげ以外の何物でもない」と大久保への感謝を述べた。また大久保も「豊にとってデビュー3年目にメジロドーベルと出会えたのは大きかったと思いますし、幸せだったと思いますよ。この馬で競馬を覚えたというのはあると思います。大きなレースで勝つためにはどのような競馬をするのか、そういう意味では一番影響が大きかったのではないでしょうか」と述べている。
2002年にはスマイルトゥモローでオークス2勝目を挙げる。2003年6月、落馬事故で肋骨4本を折る重傷を負ったが1ヶ月で復帰し、直後の8月からはフランスで1カ月間の滞在騎乗を行った。翌2004年末にはショウナンパントルで阪神ジュベナイルフィリーズ優勝。2008年にはブルーメンブラットでマイルチャンピオンシップを制した。このときは管理調教師の石坂正から「理想通りの乗り方」と称えられた。
デビュー20年目を迎えた2013年4月、史上26人目のJRA通算1000勝を達成。「所属の大久保厩舎の馬で達成したかったのですが、（同厩舎で）一緒に仕事をしてきた高橋文雅先生の馬で勝てて良かった」と語った。2015年2月には大久保が70歳定年のため引退。これに伴い吉田は3月よりフリーとなる。
2017年12月10日、中山競馬場第5レースで騎乗のビクトリーモーンから落馬。頸椎骨折の重傷を負い、長期休養を余儀なくされた。リハビリの間に行われたメジロドーベルのお披露目式にも参加。
2019年3月2日、中山競馬場第6レースにて復帰。
2022年3月27日(現地時間26日)、パンサラッサに騎乗してドバイターフを制覇、海外G1初勝利を挙げた。
2023年2月26日(現地時間25日)、パンサラッサに騎乗してサウジカップを制覇、日本調教馬として、さらに日本人騎手として初めての勝利を収めた。

## 主な騎乗馬
太字はGI級競走を示す。
- メジロドーベル（1996年阪神3歳牝馬ステークス、1997年優駿牝馬、オールカマー、秋華賞、1998年府中牝馬ステークス、エリザベス女王杯、1999年エリザベス女王杯）
- トキオエクセレント（1997年青葉賞）
- サイレントハンター（1998年新潟大賞典、1999年中山金杯、産経大阪杯、2001年新潟大賞典）
- マイネルラヴ（1998年スプリンターズステークス）
- リージェントブラフ（2001年ダイオライト記念、2002年川崎記念、2003年名古屋グランプリ）
- メジロダーリング（2001年アイビスサマーダッシュ）
- クリスザブレイヴ（2001年富士ステークス）
- スマイルトゥモロー（2002年優駿牝馬）
- ショウナンパントル（2004年阪神ジュベナイルフィリーズ）
- メジロマントル（2005年鳴尾記念）
- シャーベットトーン（2007年マーキュリーカップ）
- ユメノシルシ（2007年新潟記念）
- エイシンロンバード（2007年武蔵野ステークス）
- マキハタサイボーグ（2007年ステイヤーズステークス）
- タイセイアトム（2008年ガーネットステークス）
- ミヤビランベリ（2008年七夕賞）
- ブルーメンブラット（2008年府中牝馬ステークス、マイルチャンピオンシップ）
- ニシノナースコール（2009年エンプレス杯）
- サンカルロ（2009年ニュージーランドトロフィー、2011年阪急杯、阪神カップ、2012年阪神カップ）
- オーロマイスター（2010年マイルチャンピオンシップ南部杯）
- シビルウォー（2011年ブリーダーズゴールドカップ、白山大賞典）
- ケイアイドウソジン（2012年ダイヤモンドステークス）
- ケイアイエレガント（2014年福島牝馬ステークス）
- ショウナンラグーン（2014年青葉賞）
- クリールカイザー（2014年アルゼンチン共和国杯2着）
- シュンドルボン（2016年中山牝馬ステークス）
- ツクバアズマオー（2017年中山金杯）
- クリスタルブラック（2020年京成杯）
- パンサラッサ（2022年中山記念、ドバイターフ、2023年サウジカップ）
- ハヤヤッコ（2024年アルゼンチン共和国杯）

## 騎乗成績
| 年度   | 1着  | 2着  | 3着  | 騎乗数 | 勝率 | 連対率 | 複勝率 | 表彰歴                 |
| ------ | ---- | ---- | ---- | ------ | ---- | ------ | ------ | ---------------------- |
| 1994年 | 6    | 23   | 17   | 269    | .022 | .108   | .171   |                        |
| 1995年 | 28   | 40   | 34   | 438    | .064 | .155   | .233   |                        |
| 1996年 | 51   | 51   | 48   | 536    | .095 | .190   | .280   | フェアプレー賞（関東） |
| 1997年 | 83   | 64   | 51   | 647    | .128 | .227   | .306   |                        |
| 1998年 | 62   | 57   | 59   | 619    | .100 | .192   | .288   |                        |
| 1999年 | 58   | 48   | 44   | 576    | .101 | .184   | .260   | フェアプレー賞         |
| 2000年 | 55   | 47   | 48   | 538    | .102 | .190   | .279   | フェアプレー賞         |
| 2001年 | 42   | 50   | 45   | 586    | .072 | .157   | .234   | フェアプレー賞         |
| 2002年 | 59   | 55   | 53   | 640    | .092 | .178   | .261   |                        |
| 2003年 | 42   | 37   | 45   | 524    | .080 | .151   | .237   | フェアプレー賞         |
| 2004年 | 56   | 35   | 52   | 606    | .092 | .150   | .236   |                        |
| 2005年 | 50   | 48   | 41   | 640    | .078 | .153   | .217   |                        |
| 2006年 | 57   | 65   | 58   | 759    | .075 | .161   | .237   |                        |
| 2007年 | 49   | 51   | 59   | 717    | .068 | .139   | .222   |                        |
| 2008年 | 64   | 74   | 61   | 794    | .081 | .174   | .251   |                        |
| 2009年 | 50   | 62   | 57   | 749    | .067 | .150   | .226   |                        |
| 2010年 | 76   | 74   | 79   | 858    | .089 | .175   | .267   |                        |
| 2011年 | 50   | 55   | 67   | 749    | .067 | .140   | .230   |                        |
| 2012年 | 48   | 55   | 61   | 781    | .061 | .132   | .210   |                        |
| 2013年 | 48   | 41   | 43   | 736    | .065 | .121   | .179   |                        |
| 2014年 | 42   | 52   | 39   | 734    | .057 | .128   | .181   |                        |
| 2015年 | 59   | 42   | 35   | 745    | .079 | .136   | .183   |                        |
| 2016年 | 41   | 68   | 58   | 749    | .055 | .146   | .223   |                        |
| 2017年 | 33   | 36   | 43   | 625    | .053 | .110   | .134   |                        |
| 2019年 | 12   | 18   | 19   | 366    | .033 | .082   | .134   |                        |
| 2020年 | 24   | 32   | 30   | 472    | .051 | .119   | .182   |                        |
| 2021年 | 17   | 20   | 31   | 447    | .038 | .083   | .152   |                        |
| 2022年 | 17   | 27   | 31   | 414    | .041 | .106   | .181   |                        |
| 2023年 | 21   | 25   | 25   | 402    | .052 | .114   | .177   |                        |
| 2024年 | 25   | 21   | 41   | 460    | .054 | .100   | .189   |                        |
| 中央   | 1325 | 1373 | 1374 | 18176  | .073 | .148   | .224   |                        |
| 地方   | 19   | 29   | 25   | 208    | .091 | .231   | .350   |                        |

1. 出典：日本中央競馬会ホームページ・騎手名鑑「吉田豊」。掲載されていない情報については個別に出典を付す。
2. 競走名太字は国際G1、中央および地方競馬と統一されたGI・JpnI。